# История административно-территориального деления Рязанской области

## СССР
| Административно-территориальное деление на 26 сентября 1937 года | Административно-территориальное деление на 26 сентября 1937 года |
| Название района                                                  | Административный центр                                           |
| ---------------------------------------------------------------- | ---------------------------------------------------------------- |
| Бельковский                                                      | с. Гусь-Железный                                                 |
| Больше-Коровинский                                               | с. Большое Коровино                                              |
| Варейкисовский                                                   | с. Варейкисово                                                   |
| Воскресенский                                                    | с. Воскресенское                                                 |
| Горловский                                                       | с. Горлово                                                       |
| Данковский                                                       | с. Данково                                                       |
| Добровский                                                       | с. Доброе                                                        |
| Елатомский                                                       | с. Елатьма                                                       |
| Ерахтурский                                                      | с. Ерахтур                                                       |
| Ермишинский                                                      | с. Ермишь                                                        |
| Желтухинский                                                     | с. Желтухино (с. Шелемишево)                                     |
| Захаровский                                                      | с. Захарово                                                      |
| Ижевский                                                         | с. Ижевское                                                      |
| Каверинский                                                      | с. Каверино                                                      |
| Кадомский                                                        | с. Кадом                                                         |
| Касимовский                                                      | г. Касимов                                                       |
| Клепиковский                                                     | г. Спас-Клепики                                                  |
| Кораблинский                                                     | с. Кораблино                                                     |
| Ламской                                                          | с. Вторые Левые Ламки                                            |
| Лебедянский                                                      | г. Лебедянь                                                      |
| Лев-Толстовский                                                  | рп. Лев-Толстой                                                  |
| Милославский                                                     | с. Милославское                                                  |
| Михайловский                                                     | г. Михайлов                                                      |
| Можарский                                                        | с. Можары                                                        |
| Муравлянский                                                     | с. Муравлянка                                                    |
| Ново-Деревенский                                                 | с. Александро-Невское                                            |
| Октябрьский                                                      | с. Березовка                                                     |
| Пителенский                                                      | с. Пителино                                                      |
| Пронский                                                         | с. Пронск                                                        |
| Путятинский                                                      | с. Путятино                                                      |
| Раненбургский                                                    | г. Раненбург                                                     |
| Рыбновский                                                       | с. Рыбное                                                        |
| Ряжский                                                          | г. Ряжск                                                         |
| Рязанский                                                        | г. Рязань                                                        |
| Сапожковский                                                     | с. Сапожок                                                       |
| Сараевский                                                       | с. Сараи                                                         |
| Сасовский                                                        | г. Сасово                                                        |
| Скопинский                                                       | г. Скопин                                                        |
| Сосновский                                                       | с. Сосновка                                                      |
| Спасский                                                         | г. Спасск-Рязанский                                              |
| Старожиловский                                                   | с. Старожилово                                                   |
| Старо-Юрьевский                                                  | с. Старо-Юрьево                                                  |
| Троекуровский                                                    | с. Троекурово                                                    |
| Трубетчинский                                                    | с. Трубетчино                                                    |
| Тумский                                                          | с. Тума                                                          |
| Ухоловский                                                       | с. Ухолово                                                       |
| Чапаевский                                                       | с. Гагарино                                                      |
| Чернавский                                                       | с. Чернава                                                       |
| Чучковский                                                       | с. Чучково                                                       |
| Шацкий                                                           | г. Шацк                                                          |
| Шелуховский                                                      | с. Мосолово                                                      |
| Шиловский                                                        | с. Шилово                                                        |

Рязанская область была образована 26 сентября 1937 года и включила в себя 52 района: 39 районов Московской области и 13 районов Воронежской области.
В 1938 году Рязанская область насчитывала 48 районов после передачи 4-х районов в состав недавно образованной Тамбовской области:
- Ламский район,
- Первомайский район (Варейкисовский),
- Сосновский район,
- Староюрьевский район.

В 1939 году образован Солотчинский район за счёт разукрупнения Рязанского района.
В 1942 году с целью снабжения Москвы углём Подмосковного угольного бассейна в состав Московской области были переданы:
- Горловский район,
- Михайловский район,
- Скопинский район,
- Чапаевский район.

В 1944 году были образованы новые районы Рязанской области:
- Колыбельский район,
- Букринский район,
- Конобеевский район,
- Мервинский район,
- Семионовский район.

11 февраля 1944 года Касимов получил статус города областного подчинения.
В 1946 году в Рязанскую область из Московской области были возвращены:
- Горловский район,
- Михайловский район,
- Скопинский район,
- Чапаевский район.

Так же из Московской области в Рязанскую перешел Октябрьский район. Так как на территории области стало два района под наименованием «Октябрьский», район с центром в с. Берёзовка был переименован в Берёзовский район.
В 1948 году Раненбургский район переименован в Чаплыгинский.
В 1954 Березовский, Воскресенский, Данковский, Добровский, Колыбельский, Лебедянский, Лев-Толстовский, Троекуровский, Трубетчинский и Чаплыгинский районы вошли в состав новой Липецкой области.
В конце 1950-х годов начался процесс укрупнения районов. Так, в 1956 были упразднены Больше-Коровинский, Букринский, Желтухинский, Конобеевский, Мервинский, Муравлянский, Октябрьский, Семионовский и Шелуховский районы; в 1958 — Каверинский; в 1959 — Бельковский, Горловский, Можарский, Чапаевский, Чернавский и Солотчинский.
В 1963 году вместо 29 существовавших районов было образовано 12 сельских: Кадомский, Рязанский, Спасский, Касимовский, Сараевский, Старожиловский, Михайловский, Сасовский, Шацкий, Ряжский, Скопинский, Шиловский и 5 промышленных районов: Кораблинский, Михайловский, Сасовский, Скопинский, Спасский. На следующий год Клепиковский и Ухоловский районы были восстановлены.
12 января 1965 года Президиум Верховного Совета РСФСР постановил:
1. Образовать в Рязанской области дополнительно следующие районы:
Ермишинский — центр рабочий поселок Ермишь;
Захаровский — центр село Захарово;
Кораблинский — центр рабочий поселок Кораблино;
Милославский — центр село Милославское;
Пителинский — центр село Пителино;
Рыбновский — центр город Рыбное;
Сапожковский — центр рабочий поселок Сапожок;
Чучковский — центр рабочий поселок Чучково.
2. Упразднить Кораблинский, Михайловский, Сасовский, Скопинский и Спасский промышленные районы.
3. Кадомский, Касимовский, Клепиковский, Михайловский, Ряжский, Рязанский, Сараевский, Сасовский, Скопинский, Спасский, Старожиловский, Ухоловский, Шацкий и Шиловский сельские районы преобразовать в районы.
4. Отнести к категории городов областного подчинения город Скопин.
5. Включить в состав районов:
Клепиковского — город Спас-Клепики;
Михайловского — город Михайлов;
Рыбновского — город Рыбное;
Ряжского — город Ряжск;
Сасовского — город Сасово;
Спасского — город Спасск-Рязанский;
Шацкого — город Шацк.
В ноябре 1965 года в составе области было образовано ещё два района: Новодеревенский и Пронский.
Последним крупным преобразованием стало образование в 1977 году Путятинского района за счет разукрупнения Шиловского, Шацкого, Сапожковского и Сараевского районов.
За период с 1970 по 1996 год в результате объединения было образовано 38 сельсоветов вместо существовавших 76. За счет разукрупнения сельсоветов появилось 13 новых.

## Муниципальная реформа 2006 года
В 2006 году в Рязанской области в результате муниципальной реформы были образованы сельские поселения, деление на округа было упразднено.
| № п/п | Муниципальный район | Было округов | Стало поселений | Упразднённые АТО |
| ----- | ------------------- | ------------ | --------------- | --- |
| 1     | Ермишинский         | 12           | 5               | Большеляховское, Власовское, Кафтейское, Свестурское, Спас-Раменское, Турмадеевское, Царевское |
| 2     | Захаровский         | 14           | 7               | Альяшевское, Жокинское, Осовское, Остроуховское, Поливановское, Пупкинское, Федоровское |
| 3     | Кадомский           | 11           | 4               | Заулкинское, Кочемировское, Новосельское, Преображенское, Соловьяновское, Сумерское, Черменовское |
| 4     | Касимовский         | 29           | 21              | Зареченское, Кольдюковское, Лубяникское, Любовниковское, Пустынское, Сиверское, Чаурское, Щербатовское |
| 5     | Клепиковский        | 23           | 13              | Аристовское, Беловское, Бычковское, Головановское, Гришинское, Гуреевское, Давыдовское, Задне-Пилевское, Калдевское, Краснооктябрьское, Мягковское, Соломинское, Спиринское, Ушморское |
| 6     | Кораблинский        | 20           | 9               | Амановское, Великолукское, Ерлинское, Красненское, Курбатовское, Моловское, Никитинское, Николаевское, Семионовское, Троицкое, Чижовское, Юраковское |
| 7     | Милославский        | 17           | 8               | Боршевское, Воейковское, Даниловское, Масальщинское, Микулинское, Мураевинское, Ольшанское, Прямоглядовское, Спасское |
| 8     | Михайловский        | 26           | 17              | Бычковское, Иваньковское, Ижеславльское, Козловское, Малинковское, Мишинское, Помозовское, Фрунзенское, Щеголевское |
| 9     | Новодеревенский     | 14           | 7               | Боровковское, Зимаровское, Калининское, Михалковское, Норовское, Павловское, Спешневское, Студенковское |
| 10    | Пителинский         | 11           | 4               | Веряевское, Высокополянское, Гридинское, Новоункорское, Пётское, Подболотьевское, Юрьевское |
| 11    | Пронский            | 12           | 6               | Альютовское, Березовское, Большесельское, Кисьвянское, Маклаковское, Семенское |
| 12    | Путятинский         | 10           | 6               | Воршевское, Екатериновское, Летниковское, Романово-Дарковское, Унгорское |
| 13    | Рыбновский          | 20           | 20              | Нет |
| 14    | Ряжский             | 16           | 5               | Введеновское, Кучуковское, Марчуковское, Марчуковское, Нагорновское, Новоеголдаевское, Подвисловское, Ратмановское, Салтыковское, Туровское, Шереметьевское |
| 15    | Рязанский           | 34           | 21              | Агро-Пустынское, Борисковское, Гавердовское, Дашковское, Деулинское, Долгининское, Коростовское, Мушковатовское, Насуровское, Наумовское, Новоселковское, Полковское, Реткинское, Рожковское, Шевцовское |
| 16    | Сапожковский        | 12           | 4               | Дмитриевское, Коровкинское, Красноуглянское, Лукмосское, Никольское, Новокрасненское, Парышкинское, Пригородное, Фабричное, Чернореченское, |
| 17    | Сараевский          | 25           | 13              | Белореченское, Боголюбовское, Витушинское, Ивановское, Карл-Марксовское, Красноозерковское, Максовское, Мордовское, Озерковское, Островское, Паниковское, Ремизовское, Троицкое |
| 18    | Сасовский           | 27           | 15              | Верхненикольское, Кобяковское, Кошибеевское, Любовниковское, Мокринское, Огарево-Почковское, Пичкиряевское, Поляки-Майдансвское, Рожковское, Салтыковское, Темгеневское, Усадовское, Устьевское, Чубаровское |
| 19    | Скопинский          | 32           | 7               | Березняговское, Богословское, Вердеревское, Гремячковское, Ермоловское, Желтухинское, Затворнинское, Казинское, Катинское, Клекотковское, Князевское, Кремлевское, Лопатинское, Моховское, Муравлянское, Нагишевское, Новинское, Ново-Келецкое, Павелецкое, Петрушинское, Рождественское, Рудинское, Секиринское, Хворощевское, Чулковское |
| 20    | Спасский            | 30           | 15              | Бельское, Веретьинское, Выползовское, Городецкое, Городновское, Дегтянское, Деревенское, Дубовическое, Иванковское, Новиковское, Огородниковское, Островское, Половское, Разбердеевское, Ухорское |
| 21    | Старожиловский      | 13           | 6               | Аристовское, Большеполянское, Ивановское, Киселевское, Панинское, Сохинское, Чернобаевское |
| 22    | Ухоловский          | 13           | 4               | Александровское, Богородицкое, Волынщинское, Дегтяно-Борковское, Кензинское, Лубянское, Покровское, Соловачевское, Чуриловское, Ясеновское |
| 23    | Чучковский          | 12           | 5               | Алеевское, Дудкинское, Красноозерское, Мелеховское, Протасьево-Углянское, Церлевское, Шеметовское |
| 24    | Шацкий              | 28           | 19              | Апушкинское, Большеагишевское, Казаче-Дюковское, Карнауховское, Покровское, Райпольское, Сново-Здоровское, Старочернеевское, Федосовское, Шариковское, Шевырляевское |
| 25    | Шиловский           | 21           | 15              | Березовское, Большепексельское, Муратовское, Нармушадское, Пустопольское, Сасыкинское, Юштинское |

## Районы, входившие в состав Рязанской области
| Название района           | Административный центр                       | Год включения | Способ включения                                                                          | Год исключения | Способ исключения                                                                    |
| ------------------------- | -------------------------------------------- | ------------- | ----------------------------------------------------------------------------------------- | -------------- | ------------------------------------------------------------------------------------ |
| Бельковский               | с. Бельково (c 1940 c. Гусь-Железный)        | 1937          | Передан из Московской области                                                             | 1959 (июнь)    | Упразднён. Территория передана в состав Касимовского и Тумского районов              |
| Березовский               | с. Березовка                                 | 1946 (15.10)  | Переименован из Октябрьского района                                                       | 1954           | Передан новообразованной Липецкой области                                            |
| Больше-Коровинский        | с. Большое Коровино                          | 1937          | Передан из Московской области                                                             | 1956           | Упразднён. Территория передана в состав Захаровского района                          |
| Букринский                | с. Букрино                                   | 1944          | Сформирован из территории Старожиловского района                                          | 1956           | Упразднён. Территория передана в состав Старожиловского района                       |
| Варейкисовский            | с. Богоявленское                             | 1937          | Передан из Воронежской области                                                            | 1937 (27.09)   | Переименован в Первомайский район                                                    |
| Воскресенский             | с. Воскресенское                             | 1937          | Передан из Воронежской области                                                            | 1954           | Передан новообразованной Липецкой области                                            |
| Горловский                | с. Горлово                                   | 1937          | Передан из Московской области                                                             | 1942 (20.12)   | Передан Московской области                                                           |
| Горловский                | с. Горлово                                   | 1946 (10.06)  | Передан из Московской области                                                             | 1959 (июнь)    | Упразднён. Территория передана в состав Скопинского района                           |
| Данковский                | с. Данково                                   | 1937          | Передан из Воронежской области                                                            | 1954           | Передан новообразованной Липецкой области                                            |
| Добровский                | с. Доброе                                    | 1937          | Передан из Воронежской области                                                            | 1954           | Передан новообразованной Липецкой области                                            |
| Елатомский                | с. Елатьма                                   | 1937          | Передан из Московской области                                                             | 1963           | Упразднён. Территория передана в состав Касимовского района                          |
| Ерахтурский               | с. Ерахтур                                   | 1937          | Передан из Московской области                                                             | 1963           | Упразднён. Территория передана в состав Шиловского района                            |
| Ермишинский               | с. Ермишь                                    | 1937          | Передан из Московской области                                                             | 1963           | Упразднён. Территория передана в состав ?                                            |
| Ермишинский               | пгт. Ермишь                                  | 1965          | Образован из территории ?                                                                 |                |                                                                                      |
| Желтухинский              | с. Желтухино (с. Шелемишево)                 | 1937          | Передан из Московской области                                                             | 1956           | Упразднён. Территория передана в состав Ряжского района                              |
| Захаровский               | с. Захарово                                  | 1937          | Передан из Московской области                                                             | 1963           | Упразднён. Территория передана в состав ?                                            |
| Захаровский               | с. Захарово                                  | 1965          | Образован из территории ?                                                                 |                |                                                                                      |
| Ижевский                  | с. Ижевское                                  | 1937          | Передан из Московской области                                                             | 1963           | Упразднён. Территория передана в состав ?                                            |
| Каверинский               | с. Каверино                                  | 1937          | Передан из Московской области                                                             | 1958           | Упразднён. Территория передана в состав Сасовского и Шацкого районов                 |
| Кадомский                 | с. Кадом                                     | 1937          | Передан из Московской области                                                             |                |                                                                                      |
| Касимовский               | г. Касимов                                   | 1937          | Передан из Московской области                                                             |                |                                                                                      |
| Клепиковский              | г. Спас-Клепики                              | 1937          | Передан из Московской области                                                             | 1963           | Упразднён. Территория передана в состав ?                                            |
| Клепиковский              | г. Спас-Клепики                              | 1964          | Образован из территории ?                                                                 |                |                                                                                      |
| Колыбельский              | с. Колыбельское                              | 1944 (1.03)   | Образован из территории ?                                                                 | 1954           | Передан новообразованной Липецкой области                                            |
| Конобеевский              | с. Лесное Конобеево                          | 1944          | Образован из территории Шацкого района                                                    | 1956           | Упразднён. Территория передана в состав Шацкого района                               |
| Кораблинский              | с. Кораблино                                 | 1937          | Передан из Московской области                                                             | 1963           | Упразднён. Территория передана в состав Кораблинского промышленного района           |
| Кораблинский              | г. Кораблино                                 | 1965          | Образован из территории Кораблинского промышленного района                                |                |                                                                                      |
| Кораблинский промышленный | г. Кораблино                                 | 1963          | Образован                                                                                 | 1965           | Упразднён                                                                            |
| Ламской                   | с. Вторые Левые Ламки                        | 1937          | Передан из Воронежской области                                                            | 1938 (.02)     | Передан в состав Тамбовской области                                                  |
| Лебедянский               | г. Лебедянь                                  | 1937          | Передан из Воронежской области                                                            | 1954           | Передан новообразованной Липецкой области                                            |
| Лев-Толстовский           | рп. Лев-Толстой                              | 1937          | Передан из Воронежской области                                                            | 1954           | Передан новообразованной Липецкой области                                            |
| Мервинский                | с. Мервино                                   | 1944 (1.03)   | Образован из территории ?                                                                 | 1956           | Упразднён. Территория передана в состав ?                                            |
| Милославский              | с. Милославское                              | 1937          | Передан из Московской области                                                             | 1963           | Упразднён. Территория передана в состав ?                                            |
| Милославский              | с. Милославское                              | 1965          | Образован из территории ?                                                                 |                |                                                                                      |
| Михайловский              | г. Михайлов                                  | 1937          | Передан из Московской области                                                             | 1942 (20.12)   | Передан Московской области                                                           |
| Михайловский              | г. Михайлов                                  | 1946 (10.06)  | Передан из Московской области                                                             |                |                                                                                      |
| Михайловский промышленный | г. Михайлов                                  | 1963          | Образован                                                                                 | 1965           | Упразднён                                                                            |
| Можарский                 | с. Можары                                    | 1937          | Передан из Московской области                                                             | 1959           | Упразднён. Территория передана в состав Шацкого, Сараевского и Сапожковского районов |
| Муравлянский              | с. Муравлянка                                | 1937          | Передан из Московской области                                                             | 1956           | Упразднён. Территория передана в состав ?                                            |
| Ново-Деревенский          | с. Александро-Невское                        | 1937          | Передан из Московской области                                                             | 1963           | Упразднён. Территория передана в состав ?                                            |
| Новодеревенский           | пгт. Александро-Невский                      | 1965          | Образован из территории ?                                                                 |                |                                                                                      |
| Октябрьский               | с. Березовка                                 | 1937          | Передан из Воронежской области                                                            | 1946 (15.10)   | Переименован в Березовский район                                                     |
| Октябрьский               | пгт. Октябрьский                             | 1946 (10.06)  | Передан из Московской области                                                             | 1956           | Упразднён. Территория передана в состав Михайловского района                         |
| Павелецкий                | рп. Павелец                                  | 1946 (10.06)  | Передан из Московской области                                                             | 7.10.1946      | Упразднён. Территория передана в состав ?                                            |
| Первомайский              | с. Новобогоявленские Выселки (Богоявленское) | 1937 (27.09)  | Переименован из Варейкисовского                                                           | 1938 (.02)     | Передан в состав Тамбовской области                                                  |
| Пителенский               | с. Пителино                                  | 1937          | Передан из Московской области                                                             | 1963           | Упразднён. Территория передана в состав ?                                            |
| Пителенский               | с. Пителино                                  | 1965          | Образован из территории ?                                                                 |                |                                                                                      |
| Пронский                  | с. Пронск                                    | 1937          | Передан из Московской области                                                             | 1963           | Упразднён. Территория передана в состав ?                                            |
| Пронский                  | р.п. Пронск                                  | 1965          | Образован из территории ?                                                                 |                |                                                                                      |
| Путятинский               | с. Путятино                                  | 1937          | Передан из Московской области                                                             | 1963           | Упразднён. Территория передана в состав ?                                            |
| Путятинский               | с. Путятино                                  | 1977 (.03)    | Образован за счёт разукрупнения Шиловского, Шацкого, Сапожковского и Сараевского районов. |                |                                                                                      |
| Раненбургский             | г. Раненбург                                 | 1937          | Передан из Воронежской области                                                            | 1948 (31.08)   | Переименован в Чаплыгинский район                                                    |
| Рыбновский                | с. Рыбное                                    | 1937          | Передан из Московской области                                                             | 1963           | Упразднён. Территория передана в состав ?                                            |
| Рыбновский                | г. Рыбное                                    | 1965          | Образован из территории ?                                                                 |                |                                                                                      |
| Ряжский                   | г. Ряжск                                     | 1937          | Передан из Московской области                                                             |                |                                                                                      |
| Рязанский                 | г. Рязань, (с 12.07.1949 с. Вышгород)        | 1937          | Передан из Московской области                                                             |                |                                                                                      |
| Сапожковский              | с. Сапожок                                   | 1937          | Передан из Московской области                                                             | 1963           | Упразднён. Территория передана в состав Ухоловского и Кораблинского районов          |
| Сапожковский              | пгт. Сапожок                                 | 1965          | Образован из территории ?                                                                 |                |                                                                                      |
| Сараевский                | с. Сараи                                     | 1937          | Передан из Московской области                                                             |                |                                                                                      |
| Сасовский                 | г. Сасово                                    | 1937          | Передан из Московской области                                                             |                |                                                                                      |
| Сасовский промышленный    | г. Сасово                                    | 1963          | Образован                                                                                 | 1965           | Упразднён                                                                            |
| Семионовский              | с. Семион                                    | 1944 (1.03)   | создан                                                                                    | 1956           | Упразднён. Территория передана в состав ?                                            |
| Скопинский                | г. Скопин                                    | 1937          | Передан из Московской области                                                             | 1942 (20.12)   | Передан Московской области                                                           |
| Скопинский                | г. Скопин                                    | 1946 (10.06)  | Передан из Московской области                                                             |                |                                                                                      |
| Скопинский промышленный   | г. Скопин                                    | 1963          | Образован                                                                                 | 1965           | Упразднён                                                                            |
| Солотчинский              | с. Солотча                                   | 1939 (01.06)  | Создан за счёт разукрупнения Рязанского района                                            | 1959 (.06)     | Упразднён. Территория передана в состав Рязанского района                            |
| Сосновский                | с. Сосновка                                  | 1937          | Передан из Воронежской области                                                            | 1938 (.02)     | Передан Тамбовской области                                                           |
| Спасский                  | г. Спасск-Рязанский                          | 1937          | Передан из Московской области                                                             |                |                                                                                      |
| Спасский промышленный     | г. Спасск-Рязанский                          | 1963          | Образован                                                                                 | 1965           | Упразднён                                                                            |
| Старожиловский            | с. Старожилово                               | 1937          | Передан из Московской области                                                             |                |                                                                                      |
| Старо-Юрьевский           | с. Старо-Юрьево                              | 1937          | Передан из Воронежской области                                                            | 1938 (.02)     | Передан Тамбовской области                                                           |
| Троекуровский             | с. Троекурово                                | 1937          | Передан из Воронежской области                                                            | 1954           | Передан новообразованной Липецкой области                                            |
| Трубетчинский             | с. Трубетчино                                | 1937          | Передан из Воронежской области                                                            | 1954           | Передан новообразованной Липецкой области                                            |
| Тумский                   | с. Тума                                      | 1937          | Передан из Воронежской области                                                            | 1963           | Упразднён. Территория передана в состав ?                                            |
| Ухоловский                | с. Ухолово                                   | 1937          | Передан из Московской области                                                             | 1963           | Упразднён. Территория передана в состав ?                                            |
| Ухоловский                | пгт. Ухолово                                 | 1964          | Образован из территории ?                                                                 |                |                                                                                      |
| Чапаевский                | с. Гагарино                                  | 1937          | Передан из Московской области                                                             | 20.12.1942     | Передан Московской области                                                           |
| Чапаевский                | с. Грязное                                   | 1946 (10.06)  | Передан из Московской области                                                             | 1959 (.06)     | Упразднён. Территория передана в состав Михайловского района                         |
| Чаплыгинский              | г. Чаплыгин                                  | 1948 (31.08)  | Переименован из Раненбургского района                                                     | 1954           | Передан новообразованной Липецкой области                                            |
| Чернавский                | с. Чернава                                   | 1937          | Передан из Московской области                                                             | 1959 (.06)     | Упразднён. Территория передана в состав Милославского района                         |
| Чучковский                | с. Чучково                                   | 1937          | Передан из Московской области                                                             | 1963           | Упразднён. Территория передана в состав ?                                            |
| Чучковский                | пгт. Чучково                                 | 1965          | Образован из территории ?                                                                 |                |                                                                                      |
| Шацкий                    | г. Шацк                                      | 1937          | Передан из Московской области                                                             |                |                                                                                      |
| Шелуховский               | с. Мосолово                                  | 1937          | Передан из Московской области                                                             | 1956           | Упразднён. Территория передана в состав Шиловского района                            |
| Шиловский                 | с. Шилово                                    | 1937          | Передан из Московской области                                                             |                |                                                                                      |

Выделены ныне существующие районы в составе Рязанской области.

## Современное устройство
- Постановлением Правительства Российской Федерации от 18 июня 2012 года № 592 Новодеревенский район переименован в Александро-Невский район.[13][14]